# Manuel Jorge Domínguez Díaz
Manuel Jorge Domínguez Díaz (Barredos, Llaviana, 8 de desembre de 1962) va ser un ciclista espanyol, que fou professional entre 1985 i 1992. Destacat esprintador, el 1984, com a amateur, va prendre part en la prova en ruta dels Jocs Olímpics de Los Angeles. Com a professional els principals èxits foren una victòria d'etapa a la Volta a Espanya de 1986 i una altra al Tour de França de 1987.

## Palmarès
- 1984
  - 1r al Gran Premi della Liberazione
- 1986
  - Vencedor d'una etapa de la Volta a Espanya
  - Vencedor d'una etapa de la Volta a Múrcia
  - Vencedor d'una etapa de la Volta a La Rioja
- 1987
  - Vencedor d'una etapa del Tour de França
  - Vencedor d'una etapa de la Volta a Euskadi
- 1988
  - Vencedor de 2 etapes de la Volta a Galícia
  - Vencedor d'una etapa de la Volta a Euskadi
  - Vencedor d'una etapa de la Volta a Astúries
- 1989
  - 1r al Gran Premi de Llodio
  - Vencedor d'una etapa de la Volta a Astúries
  - Vencedor d'una etapa de la Volta a Catalunya
  - Vencedor d'una etapa de la Volta a Castella i Lleó
  - Vencedor d'una etapa de la Midi Libre

### Resultats a la Volta a Espanya
- 1986: 75è de la classificació general. Vencedor d'una etapa
- 1987: 62è de la classificació general
- 1988: 56è de la classificació general
- 1989: 62è de la classificació general
- 1990: 105è de la classificació general
- 1991: 80è de la classificació general
- 1992: 58è de la classificació general

### Resultats al Tour de França
- 1987. 118è de la classificació general. Vencedor d'una etapa
- 1988. 128è de la classificació general
- 1991. Abandona (19a etapa)